# Tour du coin
Tour du coin (česky Nárožní věž) byla jedna z hlavních věží městského opevnění Paříže. Věž nechal postavit francouzský král Filip II. August v letech 1190-1209 při výstavbě hradeb na pravém břehu.

## Poloha
Věž byla jednou ze čtyř hlavních hradebních věží, které chránily město před útoky od Seiny. Nacházela se na západním konci hradeb po proudu řeky na pravém břehu naproti věži Nesle na levém břehu přibližně v místě dnešního Pont des Arts. V noci byly přes řeku nataženy mezi věžemi řetězy na lodích, aby se zabránilo invazím od řeky. Proti proudu od města a po obou stranách řeky se nacházely Tour Barbeau (pravý břeh) a Château de la Tournelle (levý břeh), které měly obdobnou roli.
Tyto čtyři věže byly 25 metrů vysoké a měly 10 m v průměru. Nejznámější z těchto nárožních věží byla Tour de Nesle, která byla vybavena ještě menší oválnou věžičkou se schodištěm, která převyšovala hlavní věž. V té době se hrad Louvre ještě nacházel mimo uzavřeného prostoru hradeb severozápadně směrem na Normandii, která byla v té době po nadvládou Angličanů.

## Historie
Věž nechal postavit Filip II. August v letech 1190-1209 jako součást opevnění města na pravém břehu. Karel V. nechal během stoleté války rozšířit hradby na pravém břehu v letech 1356-1383 a zahrnul do nich i Louvre. Tím se nejzápadnější věží opevnění stala Tour du bois, která měla chránit město z této strany. Tour du coin však zůstala zachována. Její strategický význam se zmenšil, ale zachovala si svůj význam, neboť i nadále pomocí řetězů spolu s Tour de Nesle bránila útoku po řece.
Většina věže byla zbořena v roce 1531, ale její spodní patro bylo zcela odstraněno až v roce 1719 při výstavbě Quai du Louvre. Zůstaly zachovány jen podzemní základy, které jsou součástí Louvru.